# Musée des Beaux-Arts du Locle
Le musée des Beaux-Arts du Locle (MBAL) est situé dans le canton de Neuchâtel en Suisse. Il propose des cycles d'expositions temporaires deux fois par an, réparties dans un espace de 2 000 m2. La programmation du musée met en lumière des artistes émergents et confirmés, suisses et internationaux, d'hier et d'aujourd'hui. Ouvert à toutes les techniques artistiques, le MBAL organise en outre une Triennale de l'art imprimé contemporain.

## Historique

### Les débuts
Au sortir de la Révolution neuchâteloise de 1848, Le Locle voit l'inauguration d'un musée consacré à l’horlogerie, à la géologie et aux sciences naturelles. À cette période, les collections se constituent uniquement d'objets produits ou trouvés dans la région qui présentent un intérêt pour la population locale. Ses initiateurs envisagent ensuite de leurs adjoindre des œuvres relevant des beaux-arts toujours en lien avec la région. En 1862, les membres loclois de la Société des Amis des Arts de Neuchâtel et des élèves de l’école de dessin du Locle réunis en une Société d’émulation artistique, décident de fonder une association qui prendra le nom de Société des beaux-arts et du musée du Locle. Cette dernière a donné naissance au MBAL tel qu'il existe aujourd'hui.
La première exposition organisée par la Société des beaux-arts et du musée a lieu à l'été 1868. Les expositions sont d'abord organisées tous les deux ans dans différents locaux mis à la disposition de la Société. En 1876, la première exposition permanente se tient dans une salle du collège de la ville. Cette année marque véritablement la création du MBAL. Cependant, la salle du collège se mue rapidement en salle de réunion et en dépôt des œuvres progressivement acquises. Aussi, les expositions doivent se dérouler dans une salle du Casino du Locle, entre 1880 et 1913.
Il faut attendre 1913 pour que le MBAL s’installe dans le bâtiment actuel, construit en 1906 par les architectes Jean et Eugène Crivelli. L'édifice offre un fort contraste entre l'ossature en béton armé et l'habillage extérieur en pierre, avec les décors néo-baroques et la coupole. Le musée s'étend à un bâtiment voisin construit en 1931 pour abriter originellement une centrale téléphonique, magasin et habitation. Sur la façade, une gravure sur béton est réalisée par Claudévard (Jean-Claude Évard), 1984-1985.

### Le musée aujourd'hui
De 2011 à 2014, des travaux d'agrandissement et de réaménagement des espaces permettent à la fois de rénover les salles d'expositions, réparties désormais sur quatre étages, et de créer un espace café-boutique ainsi qu'une salle de médiation culturelle. L’architecture Art Nouveau est, quant à elle conservée et valorisée, grâce au soutien de l'Office de la protection des monuments et des sites et au Conseil d'État de la République et du Canton de Neuchâtel,.
Le musée offre une programmation culturelle transversale, composée d’un choix de rencontres, d’ateliers et de spectacles organisés tout au long l’année.
Depuis sa réouverture, le MBAL développe un pôle de médiation culturelle. Il organise des visites suivies d'ateliers pour les enfants et pour les adultes.
Depuis 1884, le MBAL, à travers sa Société, est membre de la Société suisse des beaux-arts. Le musée est également membre de l'Association des musées suisses (AMS) et du Conseil international des musées (ICOM).

## Collections
Le MBAL dispose d'une collection d'arts graphiques, de peintures et de sculptures, de près de 5 000 œuvres. La collection, fruit de dons, de legs, d'achats ou de dépôts (de la Confédération et de la Fondation Gottfried-Keller, par exemple), répartis sur plus de 150 ans, appartient dans sa grande majorité à la Société des beaux-arts et du musée du Locle. Elle rassemble des œuvres d'artistes régionaux, suisses et internationaux, dont certains datent des XVIIe et XVIIIe siècles. Toutefois, l'essentiel de la collection est constitué d'œuvres datant de la fin du XIXe siècle à nos jours.
Des noms aussi célèbres qu'Albert Anker, Charles Clément, Gustave Jeanneret, Édouard Jeanmaire, Charles L’Eplattenier, Léopold Robert, Otto et Benjamin Vautier, Francisco de Goya, Odilon Redon, Jean-Baptiste Corot, Pablo Picasso, Henri de Toulouse-Lautrec, Henri Matisse, etc. y figurent. Ces pièces sont régulièrement présentées au public à l'occasion d'expositions temporaires.
À partir de 1946, sous l'impulsion de son directeur Charles Chautems, le musée montre un vif intérêt pour l’estampe et l’art imprimé, et présente une première exposition intitulée Le livre moderne illustré. Le succès est au rendez-vous et une deuxième exposition suit en 1950 : 50 ans de gravure française. Elle est organisée en collaboration avec le Comité national de la gravure française et le Cabinet des Estampes de Paris. L'intérêt suscité par les estampes de Bonnard, Cézanne, Toulouse-Lautrec, Chagall et tant d’autres, incite le MBAL à s’orienter vers l’estampe originale, tout en restant ouvert à d’autres domaines de la création artistique. Pour renforcer cette orientation et dynamiser son activité, le musée installe dans ses murs en 1980 un atelier d’impression. Des cours d’initiation à la gravure seront proposés et les infrastructures seront mises à la disposition des artistes durant de nombreuses années. Aujourd'hui, les estampes constituent la majeure partie des collections du MBAL.

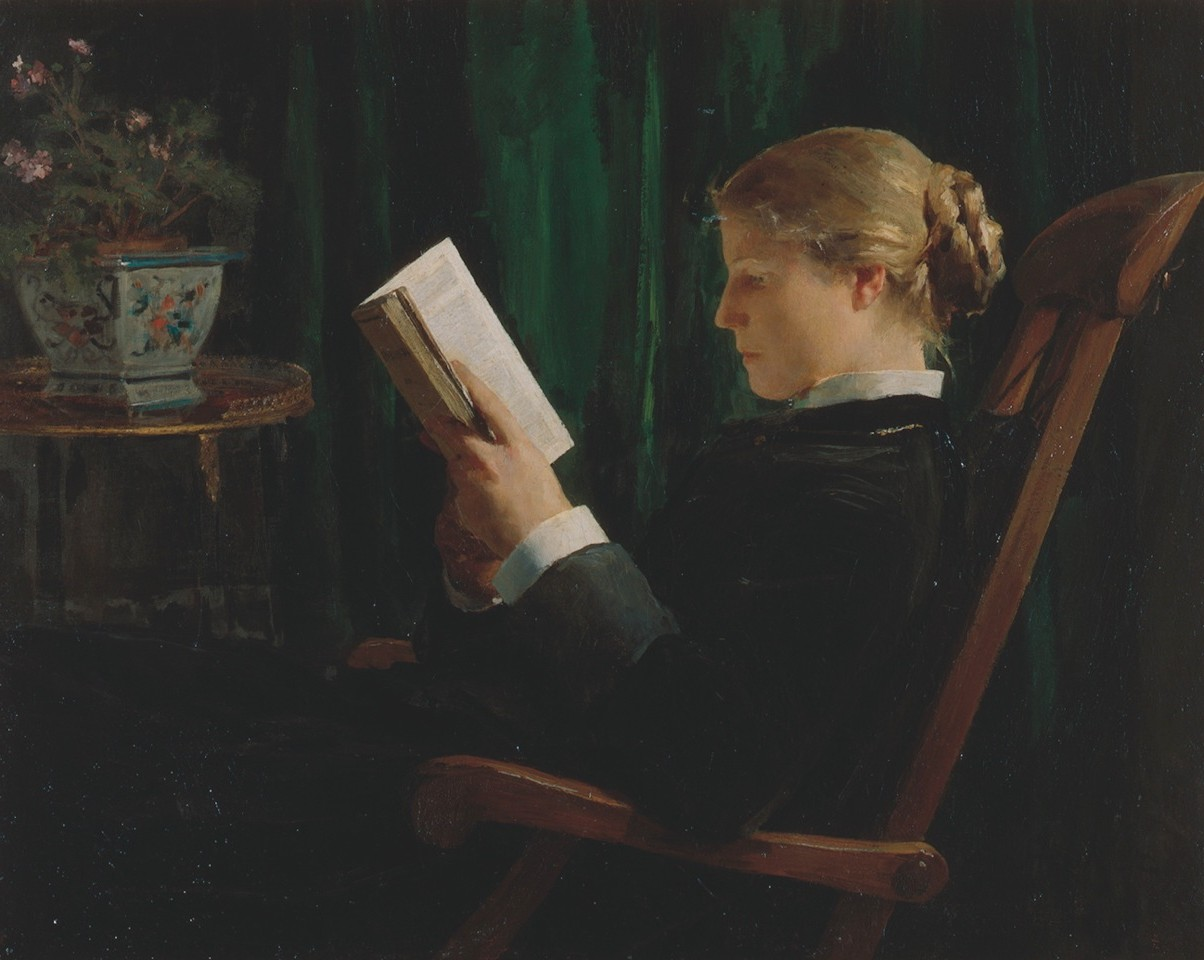
Albert Anker, Jeune fille lisant, vers 1882.
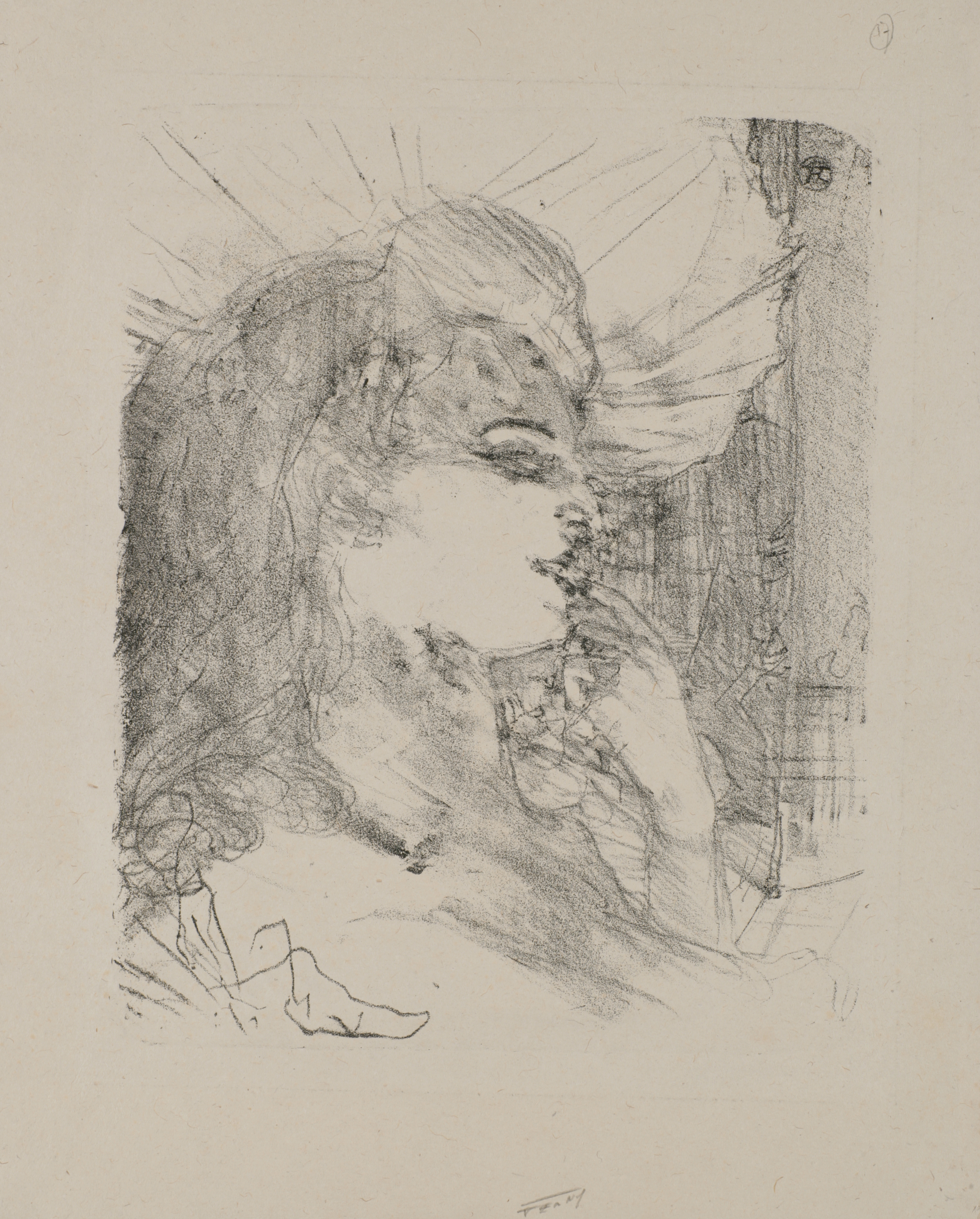
Henri de Toulouse-Lautrec, Jeanne Granier,  vers 1895.
Édouard Vallet, La Servante valaisanne, 1911.
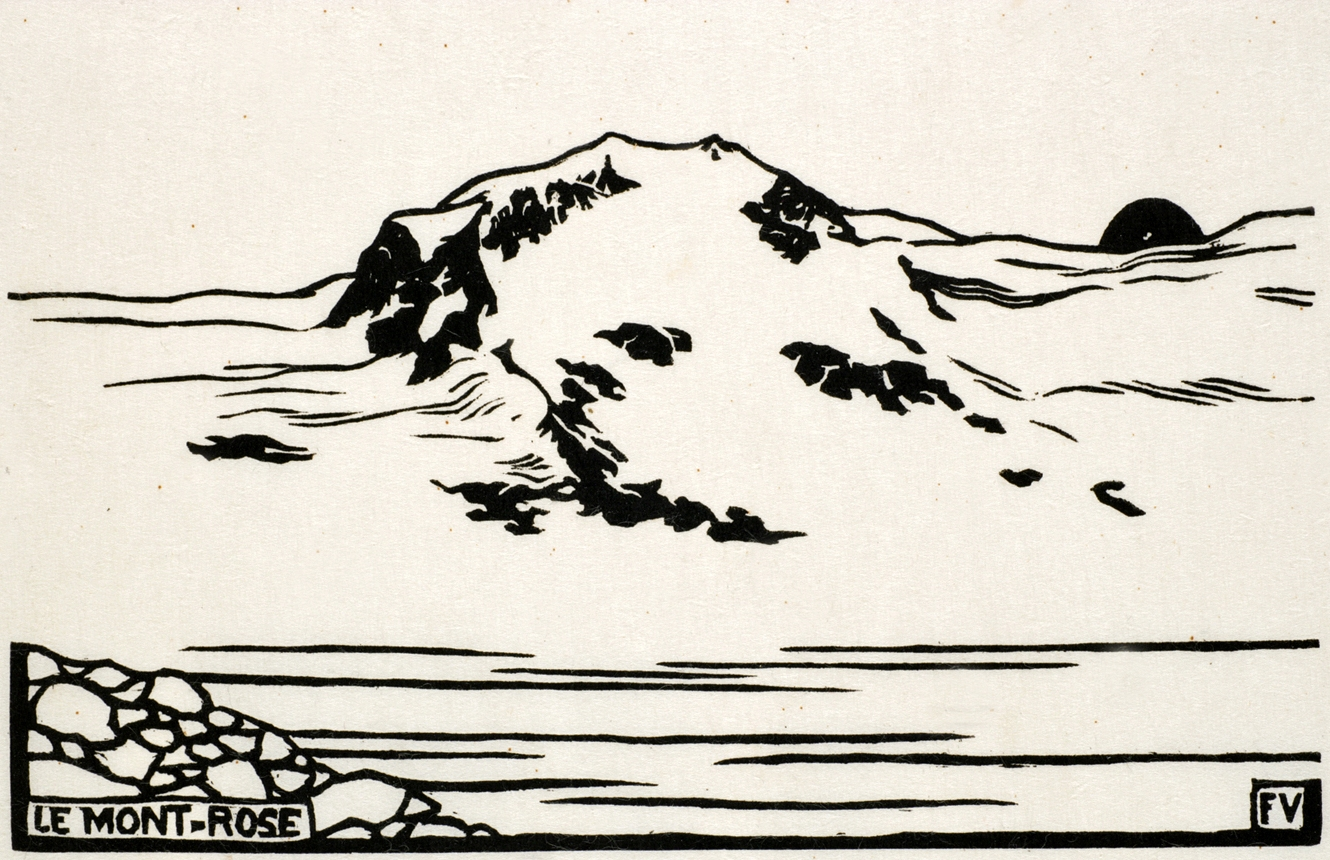
Félix Vallotton, Mont-Rose, vers 1892.

### Fondation Lermite
Le MBAL est depuis 1977, année de la mort de l'artiste loclois Jean-Pierre Schmid dit Lermite (1920-1977), le siège de la Fondation Lermite qui se voue à la reconnaissance et à la diffusion de son œuvre. De son vivant, l'artiste a fait don au MBAL de l'ensemble de son œuvre graphique. Ce fonds est complété en 2001 par l'achat de plus de 200 pièces qui comprennent, entre autres, des projets de vitraux, de grandes peintures ou encore des dessins et des lithographies.

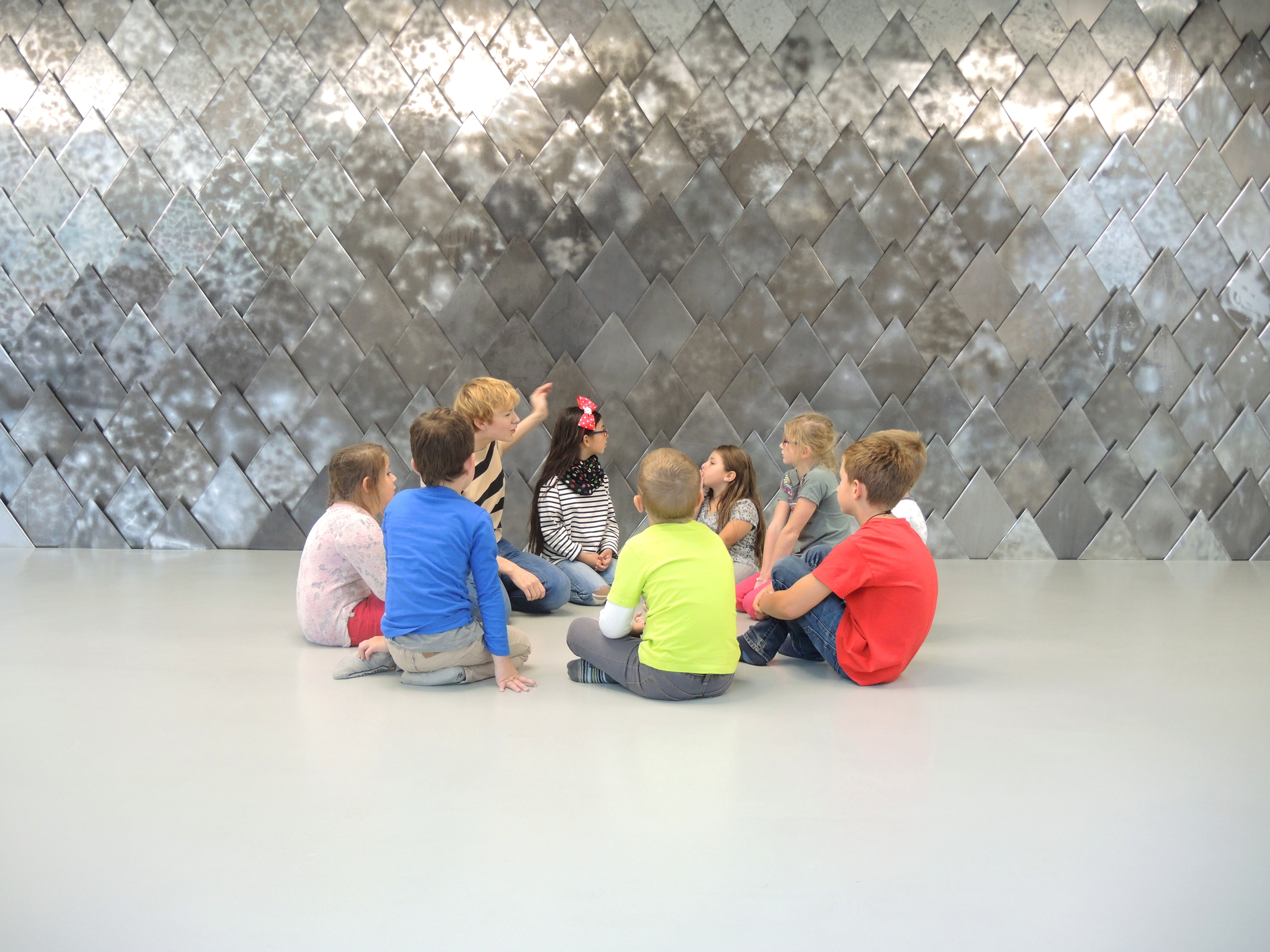
Médiation culturelle pour le jeune public en 2015.

## Triennale de l'art imprimé
En plus de ses expositions et depuis 1992, le MBAL intègre tous les trois ans à sa programmation la Triennale de l'art imprimé contemporain (anciennement nommée Triennale de l'estampe originale consacrée à l’art imprimé),. À ses débuts, la manifestation — en lien avec les collections du musée — exposait uniquement des artistes suisses, puis elle s'est progressivement ouverte aux talents internationaux. Chaque édition récompense par le Prix de la Ville du Locle un artiste présenté. La Triennale constitue une occasion supplémentaire pour le musée de favoriser une réflexion sur l'art imprimé,,.

## Expositions
Avec trois cycles d'expositions temporaires par année, le MBAL propose aux visiteurs de démultiplier leurs points de vue. Estampes, photographies, peintures ou encore installations, les expositions monographiques et thématiques, réunissent l'art des XXe et XXIe siècles. Chaque cycle d'exposition met en avant des artistes suisses et internationaux et fait se côtoyer artistes émergents et renommés.
Quelques expositions présentées au musée des Beaux-Arts du Locle depuis 2014 :
- 2018 :
  - Alex Prager - Silver Lake Drive
  - Erik Madigan Heck - Old Future
- 2017 :
  - Photobook - Le culte du Livre
  - Henry Leutwyler - Document
  - Entre l'art et la mode - Photographies de la collection Carla Sozzani
  - Ina Jang - Utopia
  - Anni Albers - L'œuvre gravé
  - Sol LeWitt - 6 Wall Drawings
- 2016 :
  - Hiroshi Sugimoto - Past and Present in Three Parts
  - André Evrard - Suites rythmées
  - Markus Brunetti - FACADES
  - Mishka Henner - Field
  - Andy Warhol - Premiers dessins
- 2015 :
  - Vik Muniz - La fabrique de l'image
  - Henri Cartier-Bresson - Premières photographies
  - Lermite - Perspectives jurassiennes
- 2014 :
  - François Berthoud - Pour la Mode
  - Erik Desmazières - Captures du réel.